# Prezma
Prezma − wieś na Łotwie, w novadsie Rzeżyca.
Znajdował się tu dwór rodziny Sołtanów z biblioteką zwierającą 16 tys. książek.
W 1913 w Prezmie urodził się Jerzy Sołtan.